# Coupe du monde de rugby à 9
La Coupe du monde de rugby à 9  est un tournoi de rugby à IX organisé pour les équipes nationales masculines et féminines des nations majeures de rugby à XIII. 
Elle est disputée pour la première fois en 2019, en Australie, dans la région de Sydney. 
À l'issue du premier tournoi, l'Australie chez les hommes, la Nouvelle-Zélande chez les femmes, remportent la compétition.
La première édition ayant été un succès, une deuxième édition est étudiée pour 2023 ;  La nation organisatrice est, fin octobre 2019, encore à déterminer.

## Concept et Histoire
Des tournois de rugby à IX sont organisés depuis les années 1990. Certains ayant même été notables comme les premiers World Nines. 

## Organisation
Elle est généralement organisée sous forme de tournoi, dans un pays unique, sur un ou plusieurs stades de la nation hôte, généralement pendant quelques jours. Contrairement à ce que l'on constate en rugby à 7, un système de championnat avec plusieurs tournois,  n'est pas, fin des années 2010, prévu.
Selon le nombre d'équipes engagées, il peut y avoir des poules d'un nombre égal de nations ou non.
Les équipes disputant d'abord une première phase en rencontrant une fois les adversaires de leur poule.
Les vainqueurs  de chaque poule se rencontrent ensuite dans une phase éliminatoire avec le meilleur deuxième.

## Résultats

### Palmarès masculin
| Édition | Champion  | Score   | Finaliste        | Nation(s) hôte(s) |
| ------- | --------- | ------- | ---------------- | ----------------- |
| 2019    | Australie | 24 - 10 | Nouvelle-Zélande | Australie         |

### Palmarès féminin
| Édition | Champion         | Score   | Finaliste | Nation(s) hôte(s) |
| ------- | ---------------- | ------- | --------- | ----------------- |
| 2019    | Nouvelle-Zélande | 17 - 15 | Australie | Australie         |